# マッシーTGV駅
マッシーTGV駅（フランス語: Gare de Massy-TGV）はフランス・パリ南郊のマッシーにある、フランス国鉄（SNCF）LGV大西洋線の鉄道駅。

## 概要
LGV大西洋線がモンパルナス駅を発車してしばらく行くとすぐの停車駅である。すぐ近くにはRERB線・C線）の駅であるマッシー・パレゾー駅がある。マッシーではストラスブールからボルドー、レンヌからマルセーユというようにパリ中心部を迂回するTGVの中継駅としての機能も有している。モンパルナス駅ではRERとの接続が無いため、当駅で乗り換える方法もある。

## 歴史
フランス国鉄（SNCF）によって2,440万ユーロをかけて建設され、1991年9月29日に開業した。当時のマッシー副市長クロード・ジェルモンの提唱により建設されたこの駅は、ヨーロッパのハブとなる大規模都市計画プロジェクトの一環として計画されたが、1990年代初頭の不動産危機により中止された。
2007年6月、ハブとしての大規模な再編と都市への統合強化のための工事が開始され、3つの駅（マッシー＝パレゾー駅SNCF駅、マッシー＝パレゾー駅RATP駅、マッシーTGV駅）を結ぶ新しい歩道橋の建設も含まれた。当初2010年末に工事完了予定であったが、遅れ2012年1月に完成した。

## 駅構造

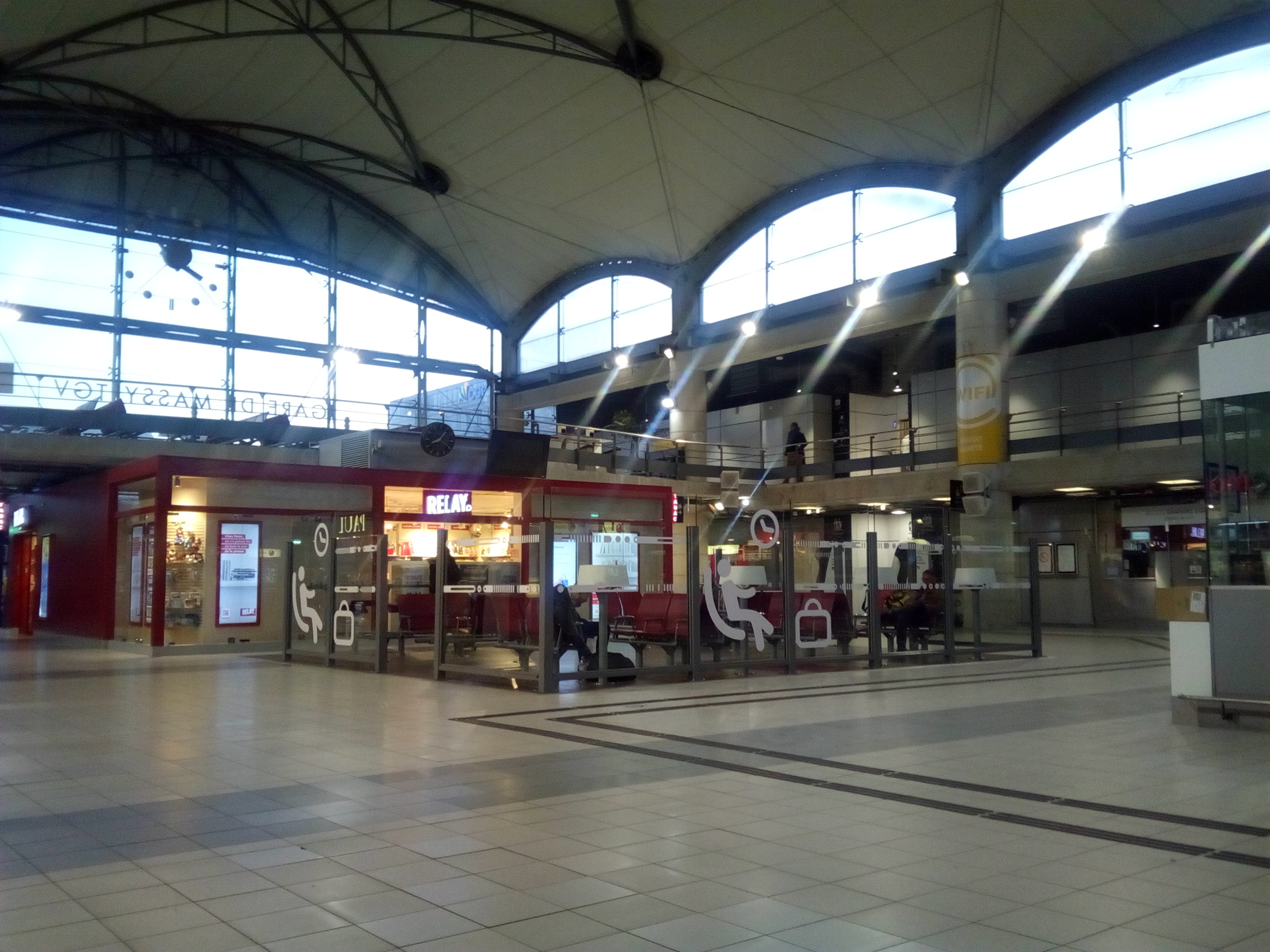
駅構内

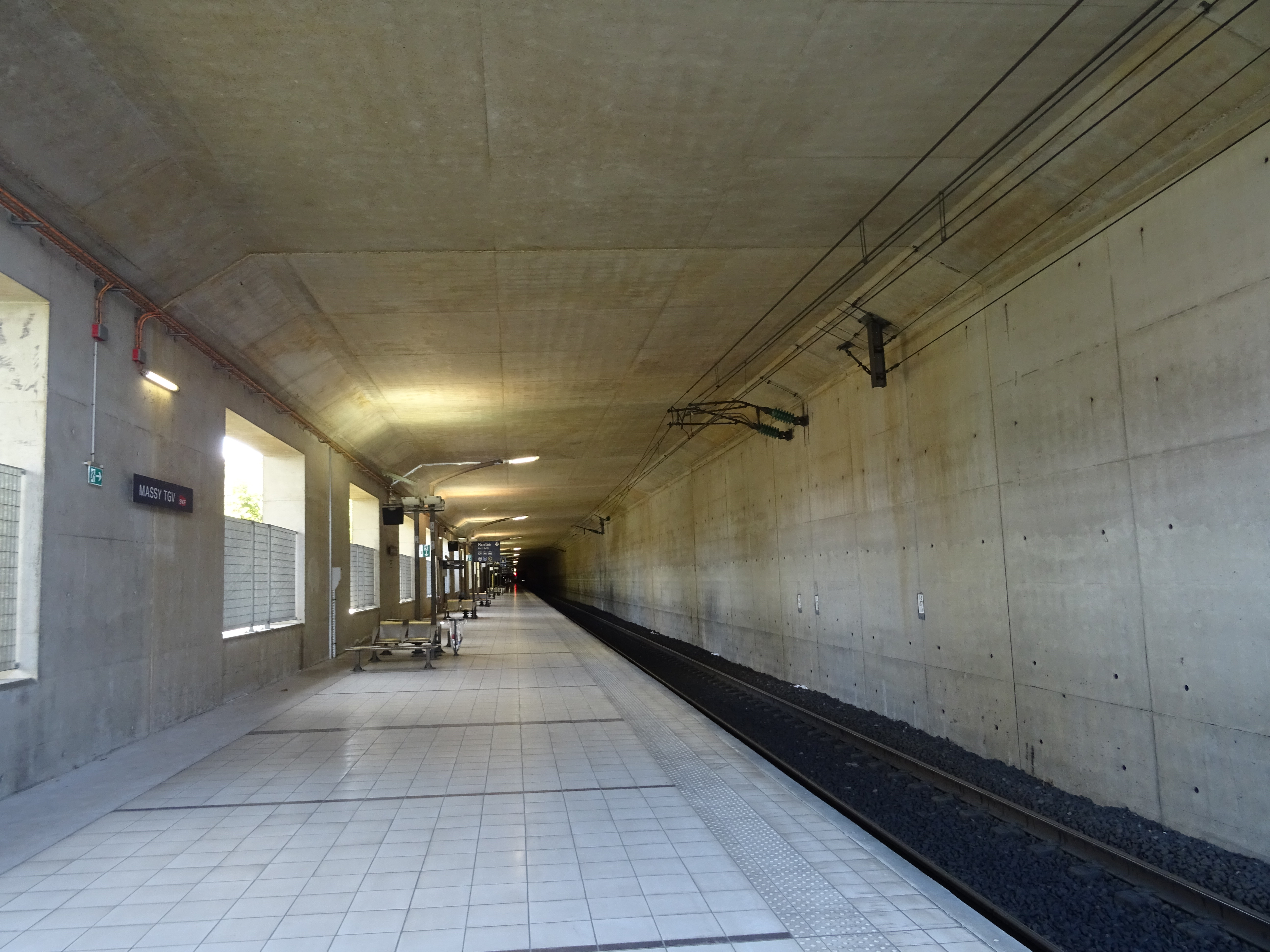
3番線ホーム

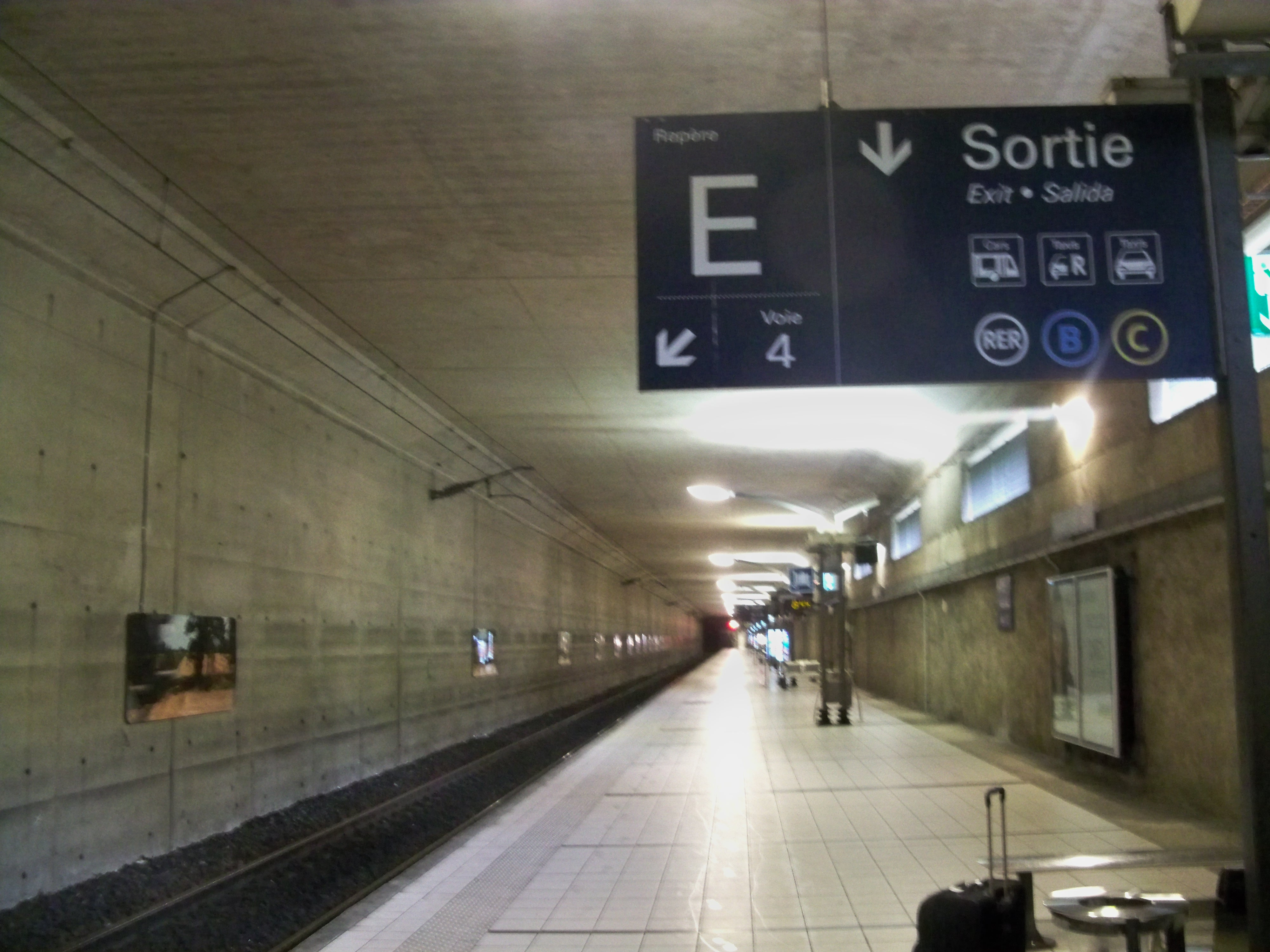
4番線ホーム

相対式ホーム2面2線を持つ地下駅となっているが、実際には、まず中央に通過線（本線）2線を配し、その両側にプラットホームと接する副本線2線を配する構造となっている。通過線と副本線は壁で隔てられており、ホームから通過線は見えない。

## 利用状況
近年の年間乗降人員の推移は下表の通り。
| 年         | 2018      | 2019      | 2020      | 2021      | 2022      |
| ---------- | --------- | --------- | --------- | --------- | --------- |
| 年間乗降客 | 2,397,978 | 2,214,961 | 1,371,156 | 1,789,137 | 2,589,355 |

## 駅周辺
- マッシー＝パレゾー駅
- ヒルトン・ガーデン・イン・マッシー
- アトランティス小学校（Ecole Élémentaire Atlantis）
- パテ マッシー

## 隣の駅
| LGV大西洋線                                                                                    | LGV大西洋線 | LGV大西洋線 |
| ---------------------------------------------------------------------------------------------- | ----------- | --- |
| ボルドー＝サン＝ジャン駅 トゥールーズ・マタビオ方面 アンダイエ方面 タルブ方面 アルカション方面 | TGV inOui   | モンパルナス駅 モンパルナス方面 |
| ボルドー＝サン＝ジャン駅 アングレーム駅 ボルドー＝サン＝ジャン方面                             | TGV inOui   | モンパルナス駅 モンパルナス方面 |
| ル・マン駅 ブレスト方面 レンヌ方面                                                             | TGV inOui   | モンパルナス駅 モンパルナス方面 |
| サン・ピエール・デ・コール駅 ナント方面                                                        | TGV inOui   | リヨン・パール＝デュー駅 リヨン・ペラーシュ方面 マルセイユ・サン＝シャルル方面 モンペリエ＝シュド＝ドゥ＝フランス方面                    |
| ル・マン駅 ナント方面                                                                          | TGV inOui   | リヨン・パール＝デュー駅 リヨン・ペラーシュ方面                                                                                          |
| ル・マン駅 レンヌ方面                                                                          | TGV inOui   | リヨン・パール＝デュー駅 リヨン・パール＝デュー方面 リヨン・ペラーシュ方面 マルセイユ・サン＝シャルル方面 モンペリエ・サン＝ロック駅方面 |
| サン・ピエール・デ・コール駅 ボルドー＝サン＝ジャン方面                                        | TGV inOui   | マルヌ＝ラ＝ヴァレ・シェシー駅 シャルル・ド・ゴール空港第2TGV方面 リール＝フランドル方面 リール・ウロップ方面 ストラスブール＝ヴィル方面 |
| ル・マン駅 ナント方面 レンヌ方面                                                               | TGV inOui   | マルヌ＝ラ＝ヴァレ・シェシー駅 リール・ウロップ方面 ブリュッセル南方面 ストラスブール＝ヴィル方面                                        |
| サン・ピエール・デ・コール駅 ナント方面                                                        | TGV inOui   | マルヌ＝ラ＝ヴァレ・シェシー駅 リール＝フランドル方面 ブリュッセル南方面 ストラスブール＝ヴィル方面                                      |
| サン・ピエール・デ・コール駅 ボルドー＝サン＝ジャン方面                                        | TGV inOui   | マルヌ＝ラ＝ヴァレ・シェシー駅 フランクフルト（マイン）中央方面                                                                          |
| アングレーム駅 トゥールーズ・マタビオ方面                                                      | Ouigo       | モンパルナス駅 モンパルナス方面 |
| サン・ピエール・デ・コール駅 ボルドー＝サン＝ジャン方面                                        | Ouigo       | マルヌ＝ラ＝ヴァレ・シェシー駅 トゥールコワン方面                                                                                        |